# Eron
Eron Santos Lourenço, plus connu simplement sous le nom d'Eron (né le 17 janvier 1992 à Belo Horizonte au Minas Gerais) est un joueur de football brésilien, qui évolue au poste de défenseur.

## Biographie
Eron commence sa carrière à l'Atlético Mineiro. Il est prêté en 2012 à l'Atlético Clube Goianiense puis en 2013 au Goiás Esporte Clube.